# Allyl isothiocyanate
Allyl isotioxyanat (AITC) là hợp chất hữu cơ sulfur với công thức CH2CHCH2NCS. Dầu không màu này chịu trách nhiệm cho hương vị cay của mù tạt, củ cải, cải ngựa, và wasabi. Sự hăng hái này và tác động gây loét của AITC được trung gian thông qua các kênh ion TRPA1 và TRPV1. Nó tan trong nước nhưng tan nhiều trong hầu hết các dung môi hữu cơ.